# Krzysztof Pieczyński
Krzysztof Pieczyński est un acteur polonais né à Opole le 27 mars 1957.

## Filmographie partielle
- 2019 : L'Ombre de Staline (Mr. Jones) d'Agnieszka Holland  – Maxime Litvinov
- 2016 : Les Fleurs bleues – Julian Przyboś
- 2015 - 2017 : Occupied (série télévisée) - Vladimir Gosev
- 2014 : Jack Strong – Zbigniew Brzeziński
- 2012 : Saison 2 de Crossing Lines – Adam Sikora (Épisode 6, invité)
- 2011 : La Chambre des suicidés – Andrzej Santorski
- 2011 : Les Impliqués – Igor
- 2009 : Irena Sendler – Docteur Janusz Korczak
- 2008 : La Ronde de nuit – Jacob de Roy
- 2001 : Hiver 42 : Au nom des enfants – L'officier allemand
- 1996 : Poursuite – Lucasz Screbneski
- 1986 : Jezioro Bodeńskie – le héros

## Récompenses
- Festival du film polonais de Gdynia
  - Meilleur acteur en 2001 pour son rôle dans Jutro bedzie niebo
  - Meilleur second rôle masculin en 2000 pour son rôle dans Daleko od okna
  - Meilleur acteur en 1986 pour son rôle dans Jezioro Bodeńskie